# Distribució de Bates
En teoria de la probabilitat i estadística, la distribució de Bates, que duu el nom de Grace E. Bates, és la distribució de probabilitat de la mitjana de n variables aleatòries independents, cadascuna amb distribució uniforme en  l'interval unitat [0,1]. Aquesta distribució està relacionada amb la distribució d'Irwin–Hall, que és la distribució de la suma  de n variables aleatòries independents amb distribució uniforme a l'interval [0,1], i, a vegades, es confonen ambdues. Malgrat els noms de Bates, Irwing i Hall,  aquesta mena de distribucions van ser estudiades per Joseph Luis Lagrange  el 1770 i per Nicolai Lobatxevski el 1832, i redescobertes per nombrosos autors.

## Definició i funció de densitat
Siguin {\displaystyle U_{1},\dots ,U_{n}} variables aleatòries independents, totes amb distribució uniforme en l'interval [0,1]. Designem per {\displaystyle M_{n}} la mitjana d'aquestes variables: {\displaystyle M_{n}={\frac {1}{n}}\sum _{j=1}^{n}U_{j}.}
La distribució de {\displaystyle M_{n}} és coneguda com a distribució de Bates. És una distribució contínua amb funció de densitat{\displaystyle f_{M_{n}}(x)={\begin{cases}{\dfrac {n^{n}}{(n-1)^{n}}}\displaystyle {\sum _{k=0}^{[nx]}}(-1)^{k}{\dbinom {n}{k}}{\Big (}x-{\dfrac {k}{n}}{\Big )}^{n-1},&\ {\text{si}}\ x\in [0,1],\\\\0,&{\text{en cas contrari}},\end{cases}}}on {\displaystyle [r]} és la part entera del nombre real {\displaystyle r} .
Alternativament {\displaystyle f_{M_{n}}(x)={\frac {n^{n}}{(n-1)^{n}}}\sum _{k=0}^{n}(-1)^{k}{\binom {n}{k}}{\Big (}x-{\frac {k}{n}}{\Big )}_{+}^{n-1},\ x\in [0,1],}on {\displaystyle r_{+}^{m}={\begin{cases}r^{m},&{\text{si}}\ r>0\\0,&{\text{en cas contrari}}.\end{cases}}}Ambdues expressions són equivalents, ja que a la segona expressió, per a {\displaystyle j=[nx]+1,\dots ,n}, tenim que  {\displaystyle x-j/n<0}.
Sigui {\displaystyle S_{n}} la suma de  {\displaystyle U_{1},\dots ,U_{n}} : {\displaystyle S_{n}=\sum _{j=1}^{n}U_{j},} que té una distribució d'Irwin-Hall, i designem per {\displaystyle f_{S_{n}}(x)}  la seva funció de densitat. Tenim que {\displaystyle M_{n}={\frac {1}{n}}\,S_{n}.}Per la fórmula de canvi de variables per a variables aleatòries amb densitat tenim que {\displaystyle f_{M_{n}}(x)=n\,f_{S_{n}}(nx).}Per tant, la fórmula de {\displaystyle f_{M_{n}}(x)} es dedueix de la {\displaystyle f_{S_{n}}(x)} a la pagina de la distribució d'Irwin-Hall  on també hi ha les demostracions corresponents.
Totes les propietats de la distribució de Bates (moments, funció característica,....) es dedueixen de les corresponents propietats de les distribucions uniformes i de la independència de {\displaystyle U_{1},\dots ,U_{n}}.

## Generalització
Com a la secció anterior, designem per {\displaystyle f_{M_{n}}(x)} la funció de densitat de Bates
Siguin {\displaystyle V_{1},\dots ,V_{n}} variables aleatòries independents, amb distribució uniforme en l'interval  {\displaystyle [a,b]}, amb  {\displaystyle a<b},  sigui {\displaystyle f_{M_{n}}(x;a,b)} la funció de densitat de la mitjana {\displaystyle {\frac {1}{n}}\sum _{j=1}^{n}V_{n}} aleshores {\displaystyle f_{M_{n}}(x;a,b)={\frac {1}{b-a}}\,f_{M_{n}}{\Big (}{\frac {x-a}{b-a}}{\Big )},\ x\in [a,b].}

## Aproximació normal
Tal com mostra el gràfic del principi de la pàgina, a l'augmentar {\displaystyle n}, la distribució de Bates  s'assembla cada cop més a una distribució normal. Això és degut al fet que podem aplicar el teorema central del límit. Concretament, considerem el cas general que hem considerat a l'apartat anterior amb  {\displaystyle V_{1},\dots ,V_{n}} amb distribució uniforme en l'interval  {\displaystyle [a,b]}, i {\displaystyle M_{n}={\frac {1}{n}}\sum _{j=1}^{n}V_{j}\quad {\text{i}}\quad S_{n}=\sum _{j=1}^{n}V_{j}.}Atès que   {\displaystyle E[V_{j}]={\frac {a+b}{2}}\quad {\text{i}}\quad {\text{Var}}(V_{j})={\frac {(b-a)^{2}}{12}},}tindrem que {\displaystyle \lim _{n\to \infty }{\sqrt {12n}}\,\,{\frac {M_{n}-(a+b)/2}{b-a}}=Z,\ {\text{en distribució}},}on {\displaystyle Z} te una distribució normal estàndard {\displaystyle {\mathcal {N}}(0,1)}  . També es diu que {\displaystyle M_{n}} és asimptòticament normal amb mitjana {\displaystyle (a+b)/2} i variància  {\displaystyle (b-a)^{2}/(12n)} : {\displaystyle M_{n}\sim {\mathcal {AN}}{\bigg (}{\frac {a+b}{2}},{\frac {(b-a)^{2}}{12n}}{\bigg )}.}

## El cas de Lobatxevski
Lobatxevski considera el cas {\displaystyle b=1} i {\displaystyle a=-1} , és a dir, les variables de partida tenen distribució uniforme a l'interval {\displaystyle [-1,1]}, que interpreta com els errors en prendre mesures repetides de determinada quantitat  (en unes unitats no especificades). Llavors la densitat de la seva mitjana és{\displaystyle f_{M_{n}}(x;-1,1)={\frac {n}{2^{n}(n-1)!}}\sum _{k=0}^{n}(-1)^{k}{\binom {n}{k}}{\Big (}nx+n-2k{\Big )}_{+}^{n-1},\ x\in [-1,1].} Vegeu Renyi per a l'expressió de la densitat de la suma de variables independents uniformes en [-1,1].
D'acord amb Maistrov , Lobatxevski tenia interès en aquesta distribució perquè volia estimar, tenint en compte els errors de mesura,  si la suma dels angles d'un gran triangle astronòmic era menor que {\displaystyle 180^{\circ }}, amb la qual cosa es tindria una prova que la geometria de l'univers era no euclidiana hiperbòlica. Vegeu Brylevskaya.